# Psychopolitique
 (février 2025).
La psychopolitique, qui ne doit pas confondu avec la psychologie politique, est un champ de recherche en science sociale qui aborde les aspects psychiques et politiques dans les relations humaines. À l'ère du numérique et des médias de masse, elle désigne de nouvelles techniques de pouvoir pratiquées par les industries culturelles et cognitives qui détiennent la capacité de formaliser, contrôler, transformer et soumettre ce qui relève de l'esprit, par le moyen des technologies informationnelles et communicationnelles. Bernard Stiegler voit dans la psychopolitique des « psychotechnologies totalement et hégémoniquement contrôlées par une organisation industrielle de dispositifs rétentionnels mis au service exclusif d’un marketing sans vergogne »
Le terme fut inventé en 1955 par Lavrent Pavlovich Beria, chef de l'organisme précurseur du KGB, puis dénoncé largement et présenté par Kenneth Goff, ex-agent communiste, avant d'être évoqué dans un livre de l’Église de scientologie, attribué par certains à L. Ron Hubbard. Il est précurseur du terme neuropouvoir, neuromarketing et Neuroéconomie.